# Ceromya flava
Ceromya flava là một loài ruồi trong họ Tachinidae.